# CS Chebba
El CS Chebba es un equipo de fútbol de Túnez que juega la CLP-1, la segunda categoría del país.

## Historia
Fue fundado en el año de 1960 en Chebba. En el año 1999 debutó en la Copa de Túnez, logrando avanzar a los dieciseisavos de final quedando eliminado por el AS Gabès por un marcador.
En 2015 debutó en la CLP-3 donde quedó en 4.° del grupo sur hasta el 2017.
En el mismo año debutó en la CLP-2 hasta el 2019 ganando el grupo b logrando ascender a la CLP-1 para la temporada 2019-20 por primera vez en su historia.
En su primera temporada terminó en el 8.° lugar como mejor puesto de su historia. En la misma temporada, pero en la Copa de Túnez logró llegar hasta la semifinales enfrentándose al Espérance de Tunis, quedando elimanado por un marcador de 2:0.
El 18 de octubre de 2020 la Federación Tunecina de Fútbol decidió suspender la actividad del CS Chebba. El equipo también recibió una prohibición de los eventos 2020/21.

## Estadio
El CS Chebba juega en el Stade de Chebba con la capacidad de 3,000 espectadores.